# Liste des chapitres de One Punch Man
Cet article est un complément de l’article sur le manga One Punch Man. Il contient la liste des sagas, des arcs et des volumes du manga parus en presse du tome 1 à aujourd'hui, avec les chapitres qu’ils contiennent et leur résumé.

## Liste des arcs

### Saga 1
La première saga, publiée entre 2012 et 2014, comporte les chapitres 1 à 37 et compilés dans les tomes 1 à 7.
- Arc Introduction (chapitres 1 à 4)
- Arc de la Maison de l'Évolution (chapitres 5 à 11)
- Arc des Chauves-sourires (chapitres 12 à 15)
- Arc de l'Almanach des super-héros (chapitres 16 à 19)
- Arc de la Rumeur des monstres (chapitre 20)
- Arc de la Météorite (chapitres 21 et 22)
- Arc Roi des profondeurs (chapitres 23 à 28)
- Arc Dark Matter (chapitres 29 à 37)

### Saga 2
La deuxième saga, publiée entre 2014 et 2022, comporte les chapitres 38 à 175 et compilés dans les tome 8 à 34.
- Arc King (chapitres 38 et 39)
- Arc Introduction de Garoh (chapitres 40 et 41)
- Arc Clan Fubuki (chapitres 42 à 45)
- Arc de la Chasse aux Héros (chapitres 46 à 50)
- Arc Super Fight (chapitres 51 à 79)
- Arc de l'Association des Monstres (chapitres 80 à 175)

### Saga 3
La troisième saga est publiée depuis 2022 et qui débute au chapitre 176.
- Arc des Sœurs psychiques (chapitre 176 à 189)
- Arc Coruption de l'Association des Héros (chapitre 190 à 198)
- Arc du Parti céleste des ninjas (chapitre 199 à 208)
- Arc Introduction des Neo Heroes (chapitre 209 à 213)
- Arc Bogoss Masqué (chapitre 214 à ...)

## Volumes reliés

### Tomes 1 à 10
| no | Japonais        | Japonais          | Français          | Français          |
| no | Date de sortie  | ISBN              | Date de sortie    | ISBN              |
| --- | --------------- | ----------------- | ----------------- | ----------------- |
| 1 | 4 décembre 2012 | 978-4-08-870701-3 | 14 janvier 2016   | 978-2-36852-225-7 |
| Titre du tome : Un poing c'est tout ! (一撃, Ichigeki) Personnages en couverture : SaitamaListe des chapitres : - 1. Un poing c'est tout ! (一撃, Ichigeki) - 2. Le crabe et le mec au chômedu (蟹と就活, Kani to Shūkatsu) - 3. Bonjour les dégâts ! (災害存在, Saigai Sonzai) - 4. Les Monstroterres (闇の地底人, Yami no Chisokojin) - 5. Gratte gratte, ça gratouille ! (かゆさ爆発, Kayusa Bakuhatsu) - 6. Saitama (サイタマ, Saitama) - 7. Une mystérieuse attaque (謎の襲撃, Nazo no Shūgeki) - 8. C'est de lui que tu parles ? (それコイツ, Sore Koitsu) - Bonus. 200 yens (２００円, Nihyaku En) |                 |                   |                   |                   |
| Saitama est un jeune héros qui bat ses ennemis d’un seul coup de poing : il achève ainsi d'une frappe des monstres comme l’homme Vaccin ou encore le roi des fauves. Il fait aussi la connaissance de Genos, un adolescent transformé en cyborg. C’est lors de son affrontement face à la Femme-moustique de la Maison de l’évolution où Genos était en mauvaise posture qu'il remarque la force de Saitama. Celui-ci bat la femme-moustique d’un coup. Témoin de la scène et admiratif de la force de Saitama, Genos décide de le suivre et lui demande de devenir son maître. Saitama accepte et raconte sa méthode d'entrainement intensif qui l'a rendu aussi puissant ; on découvre également l’histoire personnelle de Genos.                    |                 |                   |                   |                   |
| 2 | 4 décembre 2012 | 978-4-08-870702-0 | 10 mars 2016      | 978-2-36852-264-6 |
| Titre du tome : Le secret de la puissance (強さの秘訣, Tsuyosa no Hiketsu) Personnages en couverture : Genos et SaitamaListe des chapitres : - 9. La Maison de l'évolution (進化の家, Shinka no Ie) - 10. Art moderne (近代アート, Kindai Āto) - 11. Le secret de la puissance (強さの秘訣, Tsuyosa no Hiketsu) - 12. Le gang des chauves-sourires (新都団, Shinto-dan) - 13. Speed (スピード, Supīdo) - 14. Jamais entendu parler de toi (お前など知らん, Omae Nado Shiran) - 15. Loisirs et boulot (趣味と仕事, Shumi to Shigoto) - Bonus. Entraînement (じぶんみがき, Jibun Migaki) |                 |                   |                   |                   |
| Saitama et Genos vont vers la Maison de l'évolution pour mettre un terme aux plans du Dr Genus. Ce dernier décide de sortir sa plus puissante création (un échec pour lui) pour combattre Saitama et étudier sa puissance. On découvre aussi le secret de l'entrainement de Saitama, le personnage de Sonic le Foudroyant et l'Association des héros. |                 |                   |                   |                   |
| 3 | 4 avril 2013    | 978-4-08-870724-2 | 9 juin 2016       | 978-2-36852-265-3 |
| Titre du tome : La rumeur (噂, Uwasa) Personnages en couverture : Sonic le FoudroyantListe des chapitres : - 16. Reçus ! (合格しました, Gōkaku shimashita) - 17. Face-à-face (手合わせ, Teawase) - 18. Au boulot ! (家業活動, Kagyō katsudō) - 19. J'ai pas le temps pour ces conneries ! (それどころじゃない, Soredokoro janai) - 20. La rumeur (噂, Uwasa) - Bonus 1. Cet été-là (夏, Natsu) - Bonus 2. Un vent nouveau (吹き込む新風, Fukikomu Shinpū) |                 |                   |                   |                   |
| Saitama et Genos ont passé les tests pour rentrer à l'Association des héros. Genos a été promu en classe S (le groupe le plus haut) et Saitama en classe C (le groupe le plus bas), ayant échoué aux tests intellectuels mais surclassé tout le monde aux épreuves physiques. Plus tard, deux héros de classe A (Golden Ball et Moustachute) ont été envoyés à la ville Z pour enquêter sur une rumeur. On découvre comment fonctionne l'Association et beaucoup de héros font leur première apparition, comme Vipaire au poing, Tiger Marcel, Éclairomax, etc. |                 |                   |                   |                   |
| 4 | 2 août 2013     | 978-4-08-870871-3 | 8 septembre 2016  | 978-2-36852-376-6 |
| Titre du tome : La météorite géante (巨大隕石, Kyodai Inseki) Personnages en couverture : Croc d'Argent "Bang" et SaitamaListe des chapitres : - 21. La météorite géante (巨大隕石, Kyodai Inseki) - 22. Des voix relou (声, Koe) - 23. La menace venue de l'océan (海からの脅威, Umi Kara no Kyōi) - 24. Le roi des profondeurs (深海王, Shinkaiō) - Bonus. Prison Break (ぷりズン, Purizon) |                 |                   |                   |                   |
| Genos, aidé par Croc d'Argent et Metal Knight (deux classe S mais le dernier est plus venu pour tester ses nouveaux missiles) doivent arrêter une énorme météorite qui s’apprête à s'écraser sur la ville Z. Ensuite, des monstre marins menés par le Roi des profondeurs commencent à attaquer la ville J. |                 |                   |                   |                   |
| 5 | 4 décembre 2013 | 978-4-08-880083-7 | 8 décembre 2016   | 978-2-36852-377-3 |
| Titre du tome : Amoché mais resplendissant (ズタボロに輝く, Zutaboro ni Kagayaku) Personnages en couverture : Roulettes Rider "Satoru" et le Roi des profondeursListe des chapitres : - 25. Le Roi des profondeurs 2 (深海王・２, Shinkaiō 2) - 26. Un espoir incertain (不安定な希望, Fuanteina Kibō) - 27. Amoché mais resplendissant (ズタボロに輝く, Zutaboro ni Kagayaku) - 28. Il flotte ! (雨降ってるから, Ame Futteru Kara) - 29. Classe B (B級, Bī-Kyū) - Bonus. Dans la dèche (賈えないモノ, Kaenai Mono) |                 |                   |                   |                   |
| Le Roi des profondeurs continue son massacre en attaquant les héros. Malgré l’intervention de Pri-Pri Prisonnier (17e et dernier de la classe S), de Sonic, de Génos, de Vipère aux poings et quelques héros de classe C et B, le Roi est invincible. C'est alors que Roulettes Rider (1er de la classe C) décide de l'affronter au péril de sa vie. Dans ce tome également, Saitama passe de la classe C à la classe B. |                 |                   |                   |                   |
| 6 | 2 mai 2014      | 978-4-08-880128-5 | 9 mars 2017       | 978-2-36852-378-0 |
| Titre du tome : La prédiction (大予言, Daiyogen) Personnages en couverture : Pri Pri Prisonnier et SaitamaListe des chapitres : - 30. Classe S (S級, Esu-Kyū) - 31. La prédiction (大予言, Daiyogen) - 32. La menace venue de l'espace... (宇宙(そら)からの..., Sora kara no...) - 33. Des types qui n'en font qu'à leur tête (話を聞かない男たち, Hanashi o Kikanai Otokotachi) - 34. T'es teubé ou quoi ? (馬鹿かお前, Bakaka Omae) - Bonus. Saumon (鮭, Shake) |                 |                   |                   |                   |
| Saitama s'est « incrusté » avec l'aide de Génos et Croc d’argent à une réunion de héros où tous les classe S (sauf Metal Knight et Blast) sont réunis pour se préparer à une prophétie catastrophique qui pourrait arriver à tout moment. D’ailleurs, un énorme vaisseau venu de l'espace, dirigé par les Dark Mater, détruit la ville A. Ce sixième tome marque l'apparition de plein de héros de Classe S comme Atomic Samouraï, Batte-Man, Zombieman, etc. |                 |                   |                   |                   |
| 7 | 4 décembre 2014 | 978-4-08-880262-6 | 8 juin 2017       | 978-2-36852-379-7 |
| Titre du tome : Le combat (戦い, Tatakai) Personnages en couverture : Boros et SaitamaListe des chapitres : - 35. Le combat (戦い, Tatakai) - 36. La toute puissance de Boros (ボロスの本領, Borosu no Honryō) - 37. Crash (堕落, Daraku) - Bonus 1. Grands travaux (大工事, Daikouji) - Bonus 2. Le meilleur disciple (一番弟子の回想, Ichibandeshi no Kaisou) - Bonus 3. Porc pané (カツ丼, Katsudon) |                 |                   |                   |                   |
| Une partie des héros de classe S essaie de stopper l’énorme vaisseau des extraterrestres tandis que l'autre partie affronte le terrible Mutatron. Au même moment, Saitama combat le puissant chef des Dark Mater, Borros. Ce tome marque la fin de la première saga du manga. |                 |                   |                   |                   |
| 8 | 3 avril 2015    | 978-4-08-880382-1 | 14 septembre 2017 | 978-2-36852-380-3 |
| Titre du tome : C’était lui (あの人, Anohito) Personnages en couverture : King et SaitamaListe des chapitres : - 38. King (キング, Kingu) - 39. C'était lui (あの人, Ano Hito) - 40. Hors-la-loi (アウトロー, Autorō, "Outlaw" en Anglais) - Bonus 1. Le chat perdu (迷い猫, Mayoi Neko) - Bonus 2. Langoustes (海老, Ebi) |                 |                   |                   |                   |
| King (7e de la classe S) est l'homme le plus puissant du monde, au point que les monstres aient peur de lui rien qu'en le regardant ; Saitama et Génos vont découvrir le secret de sa puissance et de son aura. Au même moment, un ancien élève de Bang (Croc d'argent), Garoh, fait son retour. |                 |                   |                   |                   |
| 9 | 4 août 2015     | 978-4-08-880530-6 | 7 décembre 2017   | 978-2-36852-478-7 |
| Titre du tome : Un minimum de respect ! (なめんな！, Namenna!) Personnages en couverture : Blizzard Infernal "Fubuki" et Saitama Extra : Au Japon, le tome 9 est sorti en édition limitée contenant un CD.Liste des chapitres : - 41. L'homme qui voulait être un monstre (怪人になりたい男, Kaijin ni Naritai Otoko) - 42. Le groupe Fubuki (フブキ組, Fubuki-Gumi) - 43. Un minimum de respect ! (なめんな！, Namenna!) - 44. Accélération (加速, Kasoku) - 45. Nom de heros (ヒーローネーム, Hīrō Nēmu, "Hero Name" en Anglais) - 46. La chasse aux héros (ヒーロー狩り, Hiro Kari) - 47. Technique (技, Waza) - Bonus. Le clan Fubuki se démène (フブキ組の奮闘, Fubuki-Gumi no Funtō)                                                             |                 |                   |                   |                   |
| Fubuki, dite "Blizzard Infernal" (1re de la classe B), se rend chez Saitama pour faire de lui son larbin. Pendant ce temps, Génos combat Sonic. Plus tard Garoh, se déclarant plus monstre qu'humain, commence sa chasse de héros en affrontant Roulettes Rider, Master Marcel (15e de la classe S) et sa bande. |                 |                   |                   |                   |
| 10 | 4 décembre 2015 | 978-4-08-880577-1 | 8 mars 2018       | 978-2-36852-555-5 |
| Titre du tome : Stimulation (気合い, Kiai) Personnages en couverture : Tornade Tragique "Tatsumaki", Genos et Saitama Extra : Au Japon, le tome 10 est sorti en édition limitée contenant un DVD.Liste des chapitres : - 48. Banane (バナナ, Banana) - 49. De tout façon,j'ai rien a faire (どうせ服だから, Dōse Fukudakara) - 50. Je fais ce qui me plait! (調子に乗る!, Chōshininoru!) - 51. Moumoute (被り物, Kaburimono) - 52. Garde ton assiette! (戻すな！, Modosu Na!) - 53. Vestiaire (控え室, Hikaeshitsu) - 54. Scolopendres (百足, Mukade) - 55. Stimulation (気合い, Kiai) - Bonus 1. Tatsumaki est en congé (タツマキの休日, Tatsumaki no Kyūjitsu) - Bonus 2. Stylé (センス, Sensu, "Sense" en Anglais) - Bonus 3. Chiffres (数字, Sūji) |                 |                   |                   |                   |
| Garoh continue sa chasse en affrontant divers héros, notamment Golden Ball et Moustachute. Saitama, quant à lui, décide de participer à un tournoi d'arts martiaux pour éprouver sa technique. Pendant ce temps, Batte-man (16e de la classe S) accomplit une mission d'escorte où il ne tarde pas à tomber sur des monstres comme la famille des Scolopendres. |                 |                   |                   |                   |

### Tomes 11 à 20
| no | Japonais        | Japonais          | Français          | Français          |
| no | Date de sortie  | ISBN              | Date de sortie    | ISBN              |
| --- | --------------- | ----------------- | ----------------- | ----------------- |
| 11 | 3 juin 2016     | 978-4-08-880646-4 | 14 juin 2018      | 978-2-36852-556-2 |
| Titre du tome : L'insectomonstre (大怪蟲, Daikaichū) Personnages en couverture : Batte Man "Bad" et SaitamaListe des chapitres : - 56. Dans la face (真正面, Masshōmen) - 57. Intrusion (横槍, Yokoyari) - 58. L'insectomonstre (大怪蟲, Daikaichū) - 59. Le roi de la glandouille (お前だけ, Omaedake) - 60. Début du tournoi (入場, Nyūjō) - 61. Outsider (ダークホース, Dāku Hōsu, "Dark Horse" en Anglais) - Bonus. Sentai (戦隊, Sentai) |                 |                   |                   |                   |
| Alors que Batte-man affronte la grande Scolopendre (niveau Dragon), il se retrouve nez-à-nez avec Garoh. Un combat entre le classe S et le chasseur de héros va commencer alors que des monstres toujours plus puissants attaquent toutes les villes et déciment les héros qui s'y trouvent. Aussi, le tournoi d'arts martiaux, auquel Saitama participe, débute et un participant sur le retour remarque la puissance de Saitama. |                 |                   |                   |                   |
| 12 | 2 décembre 2016 | 978-4-08-880785-0 | 13 septembre 2018 | 978-2-36852-557-9 |
| Titre du tome : Les plus forts (強い奴ら, Tsuyoi Yatsura) Personnages en couverture : GarohListe des chapitres : - 62. Une bonne raison (求める理由, Motomeru Riyū) - 63. Tournoi et combat (武合と戦闘, Takegō to Sentō) - 64. Limites (限界, Genkai) - 65. Sœurs (姉妹, Shimai) - 66. Les plus forts (強い奴ら, Tsuyoi Yatsura) - 67. Hors normes (規範外, Kihangai) - Bonus. Quand King bosse sans le savoir (キングの休日のようで平日, Kingu no Kyūjitsu no Yōde Heijitsu) |                 |                   |                   |                   |
| Le tournoi d'arts martiaux bat son plein. Saitama combat Bakuza (qui a gagné deux fois le tournoi), Max (EclairoMax) affronte Suiryu (le favori), et Vipaire (Vipaire au poing) défie Benpatsu. Au même moment, les héros continuent leur combat contre les monstres et Garoh commence son combat contre Chien de garde-man (12e de la classe S). Pendant ce temps, le roi des monstres surveille les attaques. |                 |                   |                   |                   |
| 13 | 4 avril 2017    | 978-4-08-881103-1 | 6 décembre 2018   | 978-2-36852-558-6 |
| Titre du tome : Cellules de monstre (怪人細胞, Kaijin Saibou) Personnages en couverture : Suiryu et SaitamaListe des chapitres : - 68. Une grande force (大戦力, Daisenryoku) - 69. Cellules de monstre (怪人細胞, Kaijin Saibou) - 70. C'est cool d’être fort (強いよ楽しい, Tsuyoi yo Tanoshī) - 71. Les arts martiaux (武術とは…!!, Bujutsu to wa...!!) - Bonus. Supertar (スター, Sutā, "Star" en Anglais) |                 |                   |                   |                   |
| La finale du tournoi va enfin commencer. Saitama va affronter Suiryu dans un combat titanesque alors qu'un danger de niveau Dragon s'approche de l’arène. Pendant ce temps, les héros continuent la bataille contre les puissants monstres. |                 |                   |                   |                   |
| 14 | 4 août 2017     | 978-4-08-881231-1 | 14 février 2019   | 978-2-36852-717-7 |
| Titre du tome : Au bout du désespoir (絶望の果て, Zetsubou no hate) Personnages en couverture : EclairoMax "Max", Vipaire au poing "Vipaire" et SaitamaListe des chapitres : - 72. Mutation (怪人化, Kaijinka) - 73. La résistance des plus forts (強い奴の抵抗, Tsuyoi yatsu no teikō) - 74. Au bout du désespoir (絶望の果て, Zetsubou no hate) - 75. Une force pas permise (反則, Hansoku) |                 |                   |                   |                   |
| Mutant (l’ancien champion du premier Super Fight) fait irruption au tournoi et donne des cellules de monstres aux combattants, pour les transformer en monstres. Suiryu, aidé de EclairoMax (19e de la classe A) et de Vipaire au Poing (37e de la classe A), va affronter les sbires de Mutant. |                 |                   |                   |                   |
| 15 | 4 décembre 2017 | 978-4-08-881431-5 | 9 mai 2019        | 978-2-36852-734-4 |
| Titre du tome : Des gars de l'ombre (暗躍する者たち, Anyaku suru Monotachi) Personnages en couverture : Chien de garde-man et SaitamaListe des chapitres : - 76. Je m'ennuie (いつも通リの退屈, Itsumodōri no taikutsu) - 77. Stagnation et progression (停滞と成長, Teitai to Seichō) - 78. Des gars de l'ombre (暗躍する者たち, Anyaku suru Monotachi) - 79. Combo infini (ハメ技, Hamewaza) - 80. Encerclement (包囲, Houi) - Bonus 1. Niveaux de fléau (災害レベル, Saigai Reberu) - Bonus 2. Témoin (目撃, Mokugeki) - Bonus 3. Genos nage comme une enclume (カナヅチ対策, Kanadzuchi taisaku)                                   |                 |                   |                   |                   |
| Même après le tournoi d'art martiaux, Saitama est toujours le plus puissant et s'ennuie. Alors que King (qui passait par là) essaye de lui remonter le moral, sans s'en rendre compte, ils croisent la route de Garoh qui revient de son combat contre Chien de garde-man. Pendant ce temps, Sonic reçoit la visite de messagers de l'Association des monstres. |                 |                   |                   |                   |
| 16 | 4 avril 2018    | 978-4-08-881451-3 | 4 juillet 2019    | 978-2-36852-742-9 |
| Titre du tome : A fond ! (出し尽くす, Dashitsukusu) Personnages en couverture : Bomb et SaitamaListe des chapitres : - 81. Obstination (意地, Iji) - 82. À fond ! (出し尽くす, Dashitsukusu) - 83. Des escaliers difficiles (過酷な階段, Kakoku na Kaidan) - 84. Escalade (エスカレーション, Esukarēshon, "Escalation" en Anglais) - Bonus. Processus d'évolution (成長過程, Seichō Katei) |                 |                   |                   |                   |
| Garoh est non seulement encerclé par 8 héros (Death-Gatling (8e de la classe A), Stinger (10e de la classe A), Smile-man (27e de la classe A), Crapaucheur (36e de la classe A), Goldokorn (6e de la classe B), Binocle (21e de la classe B), Pan Pan (43e de la classe B) et Shooter (99e de la classe B)), mais en plus il est blessé après les nombreux combats qu'il a encaissé. Malgré cela, il décide quand même de les affronter. Pendant ce temps, King et Saitama s'affrontent à un jeu vidéo. |                 |                   |                   |                   |
| 17 | 3 août 2018     | 978-4-08-881556-5 | 10 octobre 2019   | 978-2-36852-814-3 |
| Titre du tome : Est-ce parce que je suis le Chauve capé ? (ハゲマントだからか?, Hagemanto dakaraka?) Personnages en couverture : Zombie ManListe des chapitres : - 85. Puissance (パワー, Pawā, "Power" en Anglais) - 86. Est-ce parce que je suis le Chauve capé ? (ハゲマントだからか?, Hagemanto dakaraka?) - 87. Repaire (アジト, Ajito) - Bonus. Confiance en soi (自信, Jishin) |                 |                   |                   |                   |
| Garoh a du mal à affronter son ancien maître Bang (Croc d'Argent), Bomb et Genos. C'est alors que, soudain, la grande Scolopendre et l'Homme-phénix (Niveau Démon) viennent lui porter secours. |                 |                   |                   |                   |
| 18 | 4 décembre 2018 | 978-4-08-881690-6 | 5 décembre 2019   | 978-2-36852-873-0 |
| Titre du tome : Limiteurs (リミッター, Rimittā, Limiter) Personnages en couverture : Garoh (Forme demi-monstre), Tareo, Sécatoroi, Divinsecte, King (juste le visage dans le huit) et Saitama (juste le visage dans le huit)Liste des chapitres : - 88. Part de monstre (怪人性, Kaijinsei) - 89. Limiteurs (リミッター, Rimittā, "Limiter" en Anglais) - 90. Fondu (鍋, Nabe) |                 |                   |                   |                   |
| Alors que Garoh retrouve Tareo, il croise également Saitama que ce dernier poursuit pour être parti sans payer (en ignorant que Garoh est le fameux chasseur de héros). Saitama bat Garoh en un coup (comme d'hab quoi) et le laisse inconscient, plus tard Sécatoroi et Divinsecte (tous deux niveaux Démon) retrouve Garoh pour le tuer. Pendant ce temps, Zombieman (8e de la classe S) revois une veille connaissance et ce dernier lui fait des révélations sur Saitama et les limiteurs. |                 |                   |                   |                   |
| 19 | 4 avril 2019    | 978-4-08-881813-9 | 5 mars 2020       | 978-2-36852-924-9 |
| Titre du tome : Me prenez pas le chou (白菜消滅, Hakusai shōmetsu) Personnages en couverture : Genos, Petit Empereur "Isamu", Metal Knight "Bofoy", Master marcel, Tornade Tragique "Tatsumaki", Blizzard Infernal "Fubuki" et MechavalierListe des chapitres : - 91. Me prenez pas le chou (白菜消滅, Hakusai shōmetsu) - 92. Parce que je suis un monstre (怪人だから, Kaijin dakara) - 93. Rex (ポチ, Pochi) - 94. Bouche d'égout (マンホール, Manhōru, "Manhole" en Anglais) - Bonus. Dure réalité (現実パンチ, Genjitsu Panchi)                                                                                                   |                 |                   |                   |                   |
| Alors que la plupart des héros de classe S se rassemble pour débriefer de la situation, Garoh (qui a survécu de son combat contre Sécatoroi et Divinsecte) entre dans le repaire de l'Association des monstres pour sauver Falot. Pendant ce temps, Saitama, Genos, King, Fubuki, Kidob, Bang et Bomb se font une bonne fondue. |                 |                   |                   |                   |
| 20 | 4 juillet 2019  | 978-4-08-881814-6 | 18 juin 2020      | 978-2-36852-925-6 |
| Titre du tome : C'est parti ! (行くぞ!, Ikuzo!) Personnages en couverture : Atomic Samouraï "Kamikaze", Batte-Man "Bad", Zombie Man, Flashy Flash et Chien de garde-manListe des chapitres : - 95. C'est parti ! (行くぞ!, Ikuzo!) - 96. Éclatez-tous ! (蹴散らせ!, Kechirase!) - Bonus. Équipement (所持品, Shoji-hin) |                 |                   |                   |                   |
| La classe S aidée de Bogosse Masqué (1er de la classe A), One Shot (22e de la classe A), Crescent Eyebroll (25e de la classe A), Narcissistoique (29e de la classe A), Feather (34e de la classe A), Jet le Gentil (50e de la classe B), Needlestar (60e de la classe B), Capitaine Mizuki (71e de la classe B), Psychodroïde (133e de la classe C) et d'autre héros vont vers l'association des Monstres pour la bataille finale. Fubuki quant à elle va également là-bas avec King, Bang et Bomb tandis que Génos attend le retour de Saitama alors que ce dernier ne s'est pas rendu compte qu'il se trouve dans le repaire ennemi. |                 |                   |                   |                   |

### Tomes 21 à 30
| no | Japonais         | Japonais          | Français          | Français                            |
| no | Date de sortie   | ISBN              | Date de sortie    | ISBN                                |
| --- | ---------------- | ----------------- | ----------------- | ----------------------------------- |
| 21 | 4 décembre 2019  | 978-4-08-881815-3 | 10 septembre 2020 | 978-2-36852-926-3                   |
| Titre du tome : En un éclair (一瞬, Isshun) Personnages en couverture : Sonic le Foudroyant, Roulette Rider "Satoru", Pri Pri Prisonnier, Garoh, King, Croc d'Argent "Bang", Bomb, Super Black Brillant, Bogosse Masqué "Beaut" et SaitamaListe des chapitres : - 97. Note (判定は？, Hantei wa?) - 98. Le plus rapide des héros (速い奴, Hayai yatsu) - 99. En un éclair (一瞬, Isshun) - 100. Cartable (ランドセル, Randoseru) - 101. Des larmes de rage (悔し泣き, Kuyashinaki) - Bonus. Impatience (待ってられない, Matterarenai) |                  |                   |                   |                                     |
| La bataille entre l'association des monstres et celle des héros débute. Pendant que les classes A, B et C restent à l'extérieur, la classe S entre dans le repaire pour mettre fin à toute cette histoire. Flashy Flash (13e de la classe S) ouvre le bal en affrontant Wind la tornade et Flame la flamme infernale (deux ninjas de niveaux Démon). |                  |                   |                   |                                     |
| 22 | 4 septembre 2020 | 978-4-08-882292-1 | 14 janvier 2021   | 978-2-36852-927-0                   |
| Titre du tome : Lumière (光, Hikari) Personnages en couverture : Petit Empereur "Isamu", L'Homme-Phénix (en poussin), Zombie Man, Drakul et Saitama (en figurine)Liste des chapitres : - 102. Le petit héros (ヒートアップ, Hītoappu, "Heat Up" en Anglais) - 103. Lumière (光, Hikari) - 104. L’immortel se déchaîne (ゾンビマン, Zonbiman, "Zombie Man" en Anglais) - 105. Bogosse Masqué (アマイマスク, Amai Masuku, "Amai Mask" en Anglais) - 106. Un spectacle insoutenable (観覧禁止の戦い, Kanran Kinshi no Tatakai) - Bonus. Café (コーヒー, Kōhī, "Coffee" en Anglais)                                                                     |                  |                   |                   |                                     |
| Le Petit Empereur (5e de la classe S) et L'Homme-Phénix réincarné (Niveau Dragon) s’affrontent dans un combat titanesque, ce dernier essaye de manipuler le Petit Empereur pour qu'il rejoigne le camp des monstres… c'est alors q'un événement inattendu renverse la situation. Pendant ce temps, Zombie Man affronte Drakul (Niveau Démon) et Bogosse Masqué combat Princesse Supersado (Niveau Démon). |                  |                   |                   |                                     |
| 23 | 4 janvier 2021   | 978-4-08-882455-0 | 16 septembre 2021 | 978-2-38071-127-1 978-2-38071-239-1 |
| Titre du tome : Faux-semblant (真贋, Shingan) Personnages en couverture : Orochi, Scrutt et SaitamaListe des chapitres : - 107. Arrières (背中, Senaka) - 108. Faux-semblant (真贋, Shingan) - 109. Des streums bien relous (増えるヤバイ奴, Fueru yabai yatsu) - 110. Love Evolution (ラブエボリューション, Rabu Eboryūshon) - 111. Gloutonnerie (食い意地, Kuiiji) - 112. Super Black Brillant (超合金クロビカリ, Chō gōkin kurobikari) - Bonus. Modèle (範, Han) |                  |                   |                   |                                     |
| Alors que Iairon, Travestoc et Bushidozer (2e, 3e et 4e de la classe A) vont affronter Lucif'Hair (Niveau Démon) et ses terribles cheveux, Atomic Samouraï (4e de la classe S), leur maitre va combattre le commandant Noirozoide (Niveau Dragon). Pendant ce temps, Pri Pri Prisonnier se bat contre le commandant Miaou (Niveau Dragon), Zombie Man combat L'empereur Vanupieds (Un commandant de Niveau dragon) et Super Black Brillant (11e de la classe S) et Divinsecte s'affronte. Ailleurs, Pur Porc (10e de la classe S) rencontre Mâchoire (un commandant de Niveau dragon) et Saitama continue son périple dans le repaire des monstres. |                  |                   |                   |                                     |
| 24 | 3 décembre 2021  | 978-4-08-883002-5 | 10 mars 2022      | 978-2-38071-128-8                   |
| Titre du tome : Sacrifice (生贄, Ikenie) Personnages en couverture : Bogosse Masqué "Beaut", Atomic Samouraï "Kamikaze", Iairon, Travestoc, Bushidozer et GenosListe des chapitres : - 113. Coup dur (大凶, Daikyō, litt. Très Malchanceux) - 114. Un redoutable adversaire (強敵, Kyōteki) - 115. Sacrifice (生贄, Ikenie) - 116. Charlatan (フェイク, Feiku, "Fake" en Anglais) - 117. Revanche (再戦, Saisen) - 118. Miroir (鏡, Kagami) - Bonus. Banals, mais costauds (強一般人, Kyō Ippanjin) |                  |                   |                   |                                     |
| Pendant que Iairon, Travestoc, Bushidozer et Pabrika affrontent un terrible commandant de niveau dragon composé de 100% d'eau, Tatsumaki (2e de la classe S) trouve le commandant général de l'association des monstres Scrutt et engage le combat. Pendant ce temps, Bogosse masqué se retrouve face au commandant Cheum (Niveau Dragon) qui le terrifie. De son côté, Saitama va affronter deux adversaires : le commandant chien Rex (Niveau Dragon) et le roi des monstres Orochi. |                  |                   |                   |                                     |
| 25 | 2 mai 2022       | 978-4-08-883136-7 | 15 décembre 2022  | 978-2-38071-129-5 978-2-38071-451-7 |
| Titre du tome : Mecavalier (駆動騎士, Kudō Kishi, Kudoh-Kishi) Personnages en couverture : Flashy Flash et SaitamaListe des chapitres : - 119. Rencontre inattendue (遭遇, Sōgū) - 120. Jeu (遊び, Asobi) - 121. Aux abois (窮鼠, Kyūso) - 122. Mecavalier (駆動騎士, Kudō Kishi) - 123. Manœuvres en coulisses (裏の気配, Ura no Kehai) - 124. Seule la force est nécessaire (必要なものは強さだけ, Hitsuyō na mono wa Tsuyosa dake) - 125. Casse (壊れている, Kowareteiru) - Bonus. Crâne (後頭部, Kōtōbu) |                  |                   |                   |                                     |
| Saitama rencontre par hasard Flashy Flash (ce dernier le prend pour un monstre) et ensemble, ils décident de faire équipe. Pendant ce temps à la surface, le commandant Miaou attaque les héros de classe A, B et C mais ces derniers sont sauvés par Mecavalier (9e de la classe S). Au même moment, Pri Pri Prisonnier trouve et réveille accidentellement Garoh. |                  |                   |                   |                                     |
| 26 | 3 juin 2022      | 978-4-08-883137-4 | 9 mars 2023       | 978-2-38071-130-1                   |
| Titre du tome : Menace inconnu (未知, Michi) Personnages en couverture : Tornade Tragique "Tatsumaki" et PsychosListe des chapitres : - 126. Menace inconnu (未知, Michi) - 127. Le nouveau clan Fubuki (新フブキ組, Shin Fubukigumi) - 128. Assis! (おすわり, Osuwari) - 129. Psychos (サイコス, Saikosu) - 130. Monstre (フリーク, Furīku, "Freak" en Anglais) - 131. Fusion démoniaque (魔合体!, Magattai!) - Bonus. La grande promotion (大抜擢, Daibatteki) |                  |                   |                   |                                     |
| Saitama et Flashy Flash rencontrent Mirette, une créature et leur donne l'ordre de les accompagner dans leur périple. Pendant ce temps, Tatsumaki découvre la vrai forme de Scrutt et Super Black Brillant trouve Pri Pri Prisonnier et décide d'affronter Garoh. Dans ce tome également, on découvre les origines de la création de la classe S. |                  |                   |                   |                                     |
| 27 | 4 novembre 2022  | 978-4-08-883336-1 | 6 juillet 2023    | 978-2-38071-518-7                   |
| Titre du tome : Tatsumaki Puissance Max (タツマキ全開, Tatsumaki Zenkai) Personnages en couverture : Tornade Tragique "Tatsumaki", Genos, King, Blizzard Infernal "Fubuki" et SaitamaListe des chapitres : - 132. Corrosion (侵触, Shinshoku) - 133. Retounement de situation (ひっくり返す!, Hikkurikaesu!) - 134. Tatsumaki puissance max (タツマキ全開, Tatsumaki Zenkai) - 135. Les héros ne perdent jamais ! (負けない!, Makenai!) - 136. Quelque chose d'énorme (大いなる何か, Ōi naru nani ka) - 137. Intelligence suprême (究極の叡智, Kyūkyoku no Eichi)                                                                                   |                  |                   |                   |                                     |
| Psykos a fusionné avec Orochi et est devenue une créature invincible, Tatsumaki va devoir utiliser toute sa puissance pour la vancre ! Pendant ce temps, Saitama, Flashy Flash et Mirette se retrouves enseveli sous un eboulement et Super Black Brillant continue son combat contre Garoh et commence a resentir de la peur. |                  |                   |                   |                                     |
| 28 | 2 juin 2023      | 978-4-08-883586-0 | 9 novembre 2023   | 978-2-38071-549-1                   |
| Titre du tome : Au fond des abysses (深淵へ, Shin'en e, Shinen he) Personnages en couverture : Tornade Tragique "Tatsumaki" et GenosListe des chapitres : - 138. Torsion (ねじれ, Nejire) - 139. Une barrière giantesque (巨大な障壁, Kyodaina shōheki) - 140. Honte et rudiments (醜態と基本, Shūtai to kihon) - 141. Ne jamais lâcher (不屈, Fukutsu) - 142. Résonance (共鳴, Kyōmei) - 143. Dans les abysses (深淵へ, Shin'en e) - Bonus. Flair (嗅覚, Kyūkaku) |                  |                   |                   |                                     |
| Avec l'aide de Genos, Mecavalier et des autres héros de classe S, Tatsumaki utilise toute sa puissance pour vaicre Psykos. Au même moment, Saitama, Flashy Flash et Mirette font une étrange découverte dans les débris. |                  |                   |                   |                                     |
| 29 | 2 novembre 2023  | 978-4-08-883742-0 | 13 juin 2024      | 979-10-420-1429-2                   |
| Titre du tome : Nouvelle offensive (捲土重来, Kendochōrai) Personnages en couverture : Blast, Flashy Flash, Mirette et SaitamaListe des chapitres : - 144. ABYSS - 145. Pierres et diamants (石とダイヤ, Ishi to daiya) - 146. Retour au combat (捲土重来, Kendochōrai) - 147. Un comportement de chef (とるべき態度, Torubeki Taido) - 148. Jupiter(The Bringer of Jollity) (木星, Mokusei) - 149. Croc d'argent (シルバーファング, Shirubā Fangu, "Silver Fang" en Anglais) - 150. THE BLACK SHINE |                  |                   |                   |                                     |
| À la surface, Les Heros et les lieutenants de l'Association des monsters s'affronte dans un ultime combat pour décider de l'avenir de l'humanité. Au même moment, dans les débris, Saitama, Flashy Flash et Mirette font la rencontre de Blast (1er de la classe S). |                  |                   |                   |                                     |
| 30 | 4 mars 2024      | 978-4-08-883863-2 | 5 décembre 2024   | 979-10-420-1488-9                   |
| Titre du tome : Notre plus grand obstacle (最大の壁, Saidai no kabe) Personnages en couverture : Garoh (Forme monstre), Croc d'Argent "Bang" et SaitamaListe des chapitres : - 151. Renforts (助太刀, Sukedachi) - 152. Une substance toxique (劇物, Gekibutsu) - 153. Limite (一線, Issen) - 154. Embuscade (伏兵, Fukuhei) - 155. Maître et disciple (師と弟子, Shi to Deshi) - 156. Notre plus grand obstacle (最大の壁, Saidai no kabe) - Bonus. Le style d'un roi (王の風格, Kingu no fūkaku) |                  |                   |                   |                                     |
| Alors que les Heros et les Monstres continue la bataille, Garoh, sous sa frome monstre, sort des débris et commence son assaut. Croc d'Argent se met en traver de son chemin et décide d'afronté son ancien diciple. Dans ce tome également, on découvre le passé de Croc d'Argent. |                  |                   |                   |                                     |

### Tomes 31 à aujourd'hui
| no | Japonais          | Japonais          | Français          | Français                            |
| no | Date de sortie    | ISBN              | Date de sortie    | ISBN                                |
| --- | ----------------- | ----------------- | ----------------- | ----------------------------------- |
| 31 | 4 juillet 2024    | 978-4-08-884098-7 | 10 avril 2025     | 979-1-04-201862-7 979-1-04-201916-7 |
| Titre du tome : Vague de chaleur explosive du purgatoire (煉獄無双爆熱波動砲, Rengoku Musō Bakunetsu Hadō-hō) Personnages en couverture : King, Atomic Samouraï "Kamikaze", Iairon, Petit Empereur "Isamu", Zombie Man, Pri Pri Prisonnier et Empereur VanupiedsListe des chapitres : - 157. Échec (王手, Ōte) - 158. Dépossession (剥奪, Hakudatsu) - 159. Vague de chaleur explosive du purgatoire (煉獄無双爆熱波動砲, Rengoku Musō Bakunetsu Hadō-hō) - 160. Apothéose (神格化, Shinkaku-ka) - 161. Châtiment divin (神の罰, Kami no batsu) |                   |                   |                   |                                     |
| Les héros tombent les uns après les autres devant les monstres mais heuresement il reste King, l'homme le plus fort du monde (malgré lui, le pauvre), pour arrêter l'association des monstres. Avec, d'après le Petit Empereur, une technique secrète. |                   |                   |                   |                                     |
| 32 | 1er novembre 2024 | 978-4-08-884267-7 | 11 septembre 2025 | 979-1-04-201863-4                   |
| Titre du tome : Bénédiction (祝福, Shukufuku) Personnages en couverture : Garoh (Forme monstre), Eau Minérale Océanique Dévian, Grande Scolopendre Sage et SaitamaListe des chapitres : - 162. BAD BOYS - 163. 2BAD - 164. Bénédiction (祝福, Shukufuku) - 165. Scission (分水嶺, Bunsuirei) - 166. Une impression désagréable (不安要素, Fuan Yōso) - 167. Le plus grand héros (最高のヒーロー, Saikō no Hīrō) - Bonus. Réflexion (反射, Hansha) |                   |                   |                   |                                     |
| 33 | 4 avril 2025      | 978-4-08-884479-4 |                   |                                     |
| Titre du tome : Carré (二乗, Jijō) Personnages en couverture : SaitamaListe des chapitres : - 168. Plus solide qu'une montagne (神魔よりも, Yama yori mo) - 169. L'abominable poing qui s'est retourné contre Dieu (神に仇なす忌むべき拳, Kami ni Adanasu Imubeki Ken) - 170. Le mal absolu (絶対悪, Zettai Aku) - 171. Carré (二乗, Jijō) - Bonus. Les rumeurs sur Mecavalier (駆動騎士の噂, Kudō Kishi no Uwasa) |                   |                   |                   |                                     |
| 34 | 4 août 2025       | 978-4-08-884676-7 |                   |                                     |
| Titre du tome : Aube (夜明け, Yoake) Personnages en couverture : Garoh (Forme cosmique) et SaitamaListe des chapitres : - 172. I.O. - 173. L'éveil des Dieux (神々の目覚め, Kamigami no Mezame) - 174. Aube (夜明け, Yoake) - 175. Ce qui a été gagné (得たもの, Eta Mono) |                   |                   |                   |                                     |
| 35 | 3 octobre 2025    | 978-4-08-884722-1 |                   |                                     |
| / |                   |                   |                   |                                     |
| PrépublicationListe des chapitres : Remarque: Les numéros et l'ordre des chapitres ci-dessous ne sont pas confirmés et sont susceptibles de changer dans les volumes. - 176. Le dernier type que je veux croiser (会っちゃいけない奴, Atcha Ikenai Yatsu) - 177. Un nouveau foyer (新居, Shinkyo) - 178. Information confidentielle (秘匿情報, Hitoku Jōhō) - 179. Beauté (華, Hana) - 180. Visiteur (訪問者, Hōmon-sha) - 181. Épicentre (震源, Shingen) - 182. Les risques des psychiques (超常とリスク, Chōjō to Risuku) - 183. Fait-le dehors ! (外でやれ!, Soto De Yare!) - 184. Témoin (目撃, Mokugeki) - 185. Une affaire à régler (取り込み中, Torikomi-chū) - 186. Friction du cuir chevelu (頭皮と摩擦, Tōhi to Masatsu) - 187. Incertain (未知数, Michisū) - 188. Marché (取引, Torihiki) - 189. Recrutement (スカウト, Sukauto, "Scout" en Anglais) - 190. Améliorations (アップデート, Appudēto, "Update" en Anglais) - 191. Tournant (曲がり角, Magarikado) - 192. Le papillon et le dos (蝶と背中, Chō to Senaka) - 193. Évaluation (値打ち, Neuchi) - 194. Essai de lame (試し斬り, Tameshigiri) - 195. Complot (謀, Hakarigoto) - 196. Les héros (ヒーローたち, Hīrō-tachi) - 197. Niveau supérieur (強化, Reberu Appu, "Level Up" en Anglais) - 198. Des mondes dont j'ignore tout (全然知らない世界, Zenzen Shiranai Sekai) - 199. Précipitation (速攻, Sokkō) - 200. Cette personne (あの御方, Ano Okata) - 201. Village de Shinobi (忍の里, Shinobi no Sato) - 202. Karma (宿業, Shukugō) - 203. Comme tu es maintenant (今のお前なら, Ima no Omae nara) - 204. Clôture de l'appel (命拾い, Inochibiroi) - 205. Où est-il ? (何処に, Doko ni) - 206. Extinction des feux (白目, Shirome) - 207. Bêtes divines (神獣, Shinjū) - 208. Fièvre (フィーバー, Fībā, "Fever" en Anglais) - 209. Totalement rétabli (ぜんかい, Zenkai) - 210. Neo Leaders (ネオリーダーズ, Neo Rīdāzu) - 211. Un dur à cuire (猛者, Mouja) - 212. Présence (たたずまい, Tatazumai) - 213. Spécial (特別, Tokubetsu) - 214. Course (買いもの, Kaimono) - 215. Camp d'entraînement intensif (強化合宿, Kyōka Gasshuku) - 216. Beaugosse Trop Craquant Masqué (イケメン仮面アマイマスク, Ikemen Kamen Amaimasuku) |                   |                   |                   |                                     |

### Édition japonaise
1. 1 2  Tome 1
2. 1 2  Tome 2
3. 1 2  Tome 3
4. 1 2  Tome 4
5. 1 2  Tome 5
6. 1 2  Tome 6
7. 1 2  Tome 7
8. 1 2  Tome 8
9. 1 2  Tome 9
10. ↑  Tome 9 - Édition limitée
11. 1 2  Tome 10
12. ↑  Tome 10 - Édition limitée
13. 1 2  Tome 11
14. 1 2  Tome 12
15. 1 2  Tome 13
16. 1 2  Tome 14
17. 1 2  Tome 15
18. 1 2  Tome 16
19. 1 2  Tome 17
20. 1 2  Tome 18
21. 1 2  Tome 19
22. 1 2  Tome 20
23. 1 2  Tome 21
24. 1 2  Tome 22
25. 1 2  Tome 23
26. 1 2  Tome 24
27. 1 2  Tome 25
28. 1 2  Tome 26
29. 1 2  Tome 27
30. 1 2  Tome 28
31. 1 2  Tome 29
32. 1 2  Tome 30
33. 1 2  Tome 31
34. 1 2  Tome 32
35. 1 2  Tome 33
36. 1 2  Tome 34
37. 1 2  Tome 35

### Édition française
1. 1 2  Tome 1
2. 1 2  Tome 2
3. 1 2  Tome 3
4. 1 2  Tome 4
5. 1 2  Tome 5
6. 1 2  Tome 6
7. 1 2  Tome 7
8. 1 2  Tome 8
9. 1 2  Tome 9
10. 1 2  Tome 10
11. 1 2  Tome 11
12. 1 2  Tome 12
13. 1 2  Tome 13
14. 1 2  Tome 14
15. 1 2  Tome 15
16. 1 2  Tome 16
17. 1 2  Tome 17
18. 1 2  Tome 18
19. 1 2  Tome 19
20. 1 2  Tome 20
21. 1 2  Tome 21
22. 1 2  Tome 22
23. 1 2  Tome 23
24. ↑  Tome 23 Collector
25. 1 2  Tome 24
26. 1 2  Tome 25
27. ↑  Tome 25 Collector
28. 1 2  Tome 26
29. 1 2  Tome 27
30. 1 2  Tome 28
31. 1 2  Tome 29
32. 1 2  Tome 30
33. 1 2  Tome 31
34. ↑  Tome 31 Collector
35. 1 2  Tome 32